# Джон Кертін
Джон Джозеф Кертін (англ. John Joseph Curtin, 8 січня 1885 — 5 липня 1945) — австралійський державний та політичний діяч, з 1928 у парламенті від Лейбористської партії, 14-й Прем'єр-міністр Австралії (7 жовтня 1941 — 5 липня 1945).

## Молоді роки

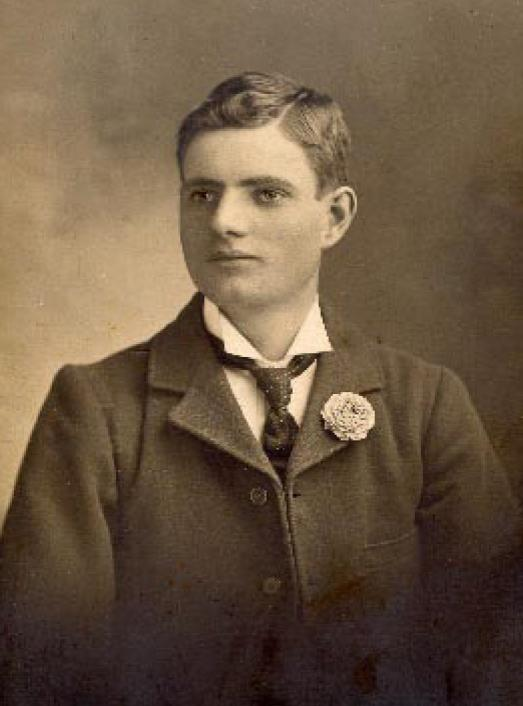
Кертін у 1908 році.

Народився у місті Кресвік, у центральній частині австралійського штату Вікторія, 8 січня 1885 року. Батько — Джон Кертін, ірландець за походженням, що протягом життя працював наглядачем у в'язниці, поліцейським, менеджером; мати — Кетрін Агнес. Здобувши початкову освіту у декількох католицьких та державних школах, у віці 12 років поступив на роботу до однієї з фабрик Мельбурна. Незабаром став активним членом Лейбористської партії Австралії, а також Соціалістичної партії Вікторії. Публікував роботи у радикальній соціалістичній газеті.
У 1911 році працював секретарем у профспілці лісорубів, а з 1914 року — його першим федеральним президентом. Цього ж року балотувався до Палати представників австралійського Парламенту від Лейбористської партії, однак вибори програв. За відмову від обов'язкового медичного освідчення перед призовом на військову службу (Кертін виступав проти військової служби, дотримуючись принципів пацифізму та соціалістичного антимілітаризму) був взятий під охорону терміном на три місяці (хоча, у будь-якому випадку, його було б визнано непридатним до служби з причини поганого зору). Після звільнення мав алкогольну залежність (любов до алкоголю збереглась і у роки прем'єрства).
1917 року одружився з Елізою Нідем. У шлюбі народилось двоє дітей. У 1918 році переїхав до міста Перту Західній Австралії, де став редактором газети «Westralian Worker», офіційної профспілкової газети. До цього, у 1917 році, став членом Австралійської асоціації журналістів, президентом якої став у 1921 році.

## Політична кар'єра
Кертін декілька разів брав участь у парламентських виборах, допоки не здобув місце у парламенті від виборчого округу Фрімантл 1928 року. Після формування лейбористського уряду під керівництвом Джеймса Скалліна 1929 року, Джон Кертін вважався одним з головних претендентів на пост міністра, однак з причини захоплення алкоголем його кандидатура не отримала схвалення. У 1931 році він втратив місце у парламенті, але вже 1934 року знову до нього повернувся.
Після виходу у відставку лідера лейбористів Скалліна 1935 року Кертіна неочікувано було обрано на його місце (з перевагою лише в один голос): мала значення підтримка лівої профспілкової групи у партійному керівництві.

### Роки прем'єрства

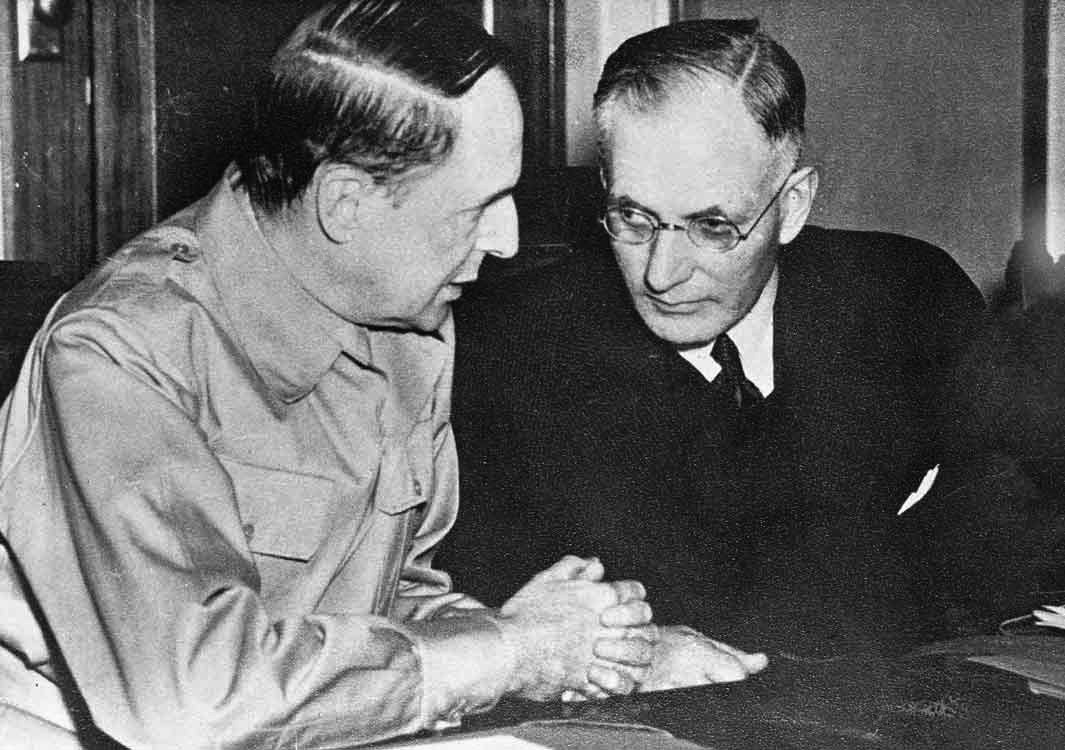
Джон Кертін і Дуглас Макартур.

На початку 1940-х років Кертінові надійшла пропозиція від Роберта Мензіса сформувати воєнний «національний уряд», однак він вирішив відмовитись, оскільки злякався розколу в партії. Завдяки отриманій підтримці від двох незалежних членів парламенту, Артура Коулза і Олександра Вілсона (раніше вони виступали на боці консерваторів), у жовтні 1941 року Кертін став Прем'єр-міністром Австралії.
З початком наступу японців на Тихому океані у 1941 році (тоді йшла Друга світова війна) в Австралії було оголошено воєнний стан, а промисловість було переведено на військові рейки. Одночасно Кертін вивів австралійські війська з Близького Сходу, здійснивши їх передислокацію на захист Нової Гвінеї та Австралії від японської загрози. У квітні 1942 року він уклав військовий оборонний союз із США, а командування австралійськими військами було передано американському генералові Дугласові Макартуру. Існувала реальна загроза вторгнення до Австралії японських військ: 19 лютого 1942 року було здійснено наліт японської авіації на Дарвін, найбільший в австралійській історії. Однак, це не завадило Лейбористській партії здобути найбільшу перемогу у своїй історії на парламентських виборах у серпні 1942 року.
В цілому, воєнні роки під керівництвом уряду Кертіна були періодом значних соціальних і культурних змін: було проведено заходи із захисту від повітряних нальотів, споруджено численні укриття для авіації, введено нормування продуктів, здійснено масове залучення жінок до робіт на заводах.

## Останні роки
Кертін помер 5 липня 1945 року у місті Канберра, лише за місяць до завершення війни, ставши другим австралійським прем'єром, який помер на посту голови уряду. На короткий час його місце зайняв Френк Форд, а ще за тиждень — Бен Чіфлі.